# Erecula
Genre
Erecula est un genre d'opilions laniatores de la famille des Assamiidae.

## Distribution
Les espèces de ce genre se rencontrent au Congo-Kinshasa, en Tanzanie, au Burundi et au Rwanda.

## Liste des espèces
Selon World Catalogue of Opiliones (08/06/2021) :
- Erecula cincta Roewer, 1961
- Erecula crassipes Kauri, 1985
- Erecula leleupi Lawrence, 1962
- Erecula marmorata Roewer, 1940
- Erecula novemdentata Roewer, 1961
- Erecula pachypes Roewer, 1935
- Erecula septemdentata Lawrence, 1957

## Publication originale
- Roewer, 1935 : « Alte und neue Assamiidae. Weitere Weberknechte VIII (8. Ergänzung der "Weberknechte der Erde" 1923). » Veröffentlichungen aus dem Deutschen Kolonial- und Übersee-Museum in Bremen, vol. 1, no 3, p. 1–168.